# Bessarabia (tỉnh của Đế quốc Nga)
Tỉnh Bessarabia là một tỉnh (guberniya) của Đế quốc Nga, trung tâm hành chính nằm tại Kishinev (nay là Chișinău của Moldova). Tỉnh có diện tích 45.632,42 kilômét vuông (17.618,78 dặm vuông Anh) và có 1.935.412 cư dân. Tỉnh Bessarabia giáp với tỉnh Podolia ở phía bắc, tỉnh Kherson ở phía đông, biển Đen ở phía nam, Romania ở phía tây, và Áo ở phía tây bắc. Lãnh thổ tỉnh này hiện gần tương ứng với hầu hết Moldova (65%) và một số phần của các tỉnh Chernivtsi và Odesa của Ukraina (35%).
Tỉnh bao gồm phần phía đông của Thân vương quốc Moldavia cùng các lãnh thổ lân cận của Ottoman bị Nga sáp nhập theo Hiệp định Bucharest sau Chiến tranh Nga–Thổ (1806–1812). Tỉnh bị bãi bỏ vào năm 1917 cùng với việc thành lập Sfatul Țării, hội đồng này tuyên bố Cộng hòa Dân chủ Moldavia vào tháng 12 năm 1917. Sau đó khu vực thống nhất với Romania vào tháng 4 năm 1918.

## Lịch sử

### Sáp nhập
Khi Đế quốc Nga nhận thấy sự suy yếu của Đế quốc Ottoman, họ đã chiếm nửa phía đông của Thân vương quốc Moldavia tự trị, giữa hai sông Prut và Dniester. Tiếp theo đó là sáu năm chiến tranh, kết thúc theo Hiệp định Bucharest (1812), theo đó Đế quốc Ottoman thừa nhận việc Nga sáp nhập tỉnh này.
Năm 1829, theo Hiệp định Adrianople, Ottoman nhượng lại lãnh thổ đó cho Nga cùng đồng bằng sông Danube, nơi này cũng trở thành một phần của tỉnh Bessarabia.
Trước khi Nga sáp nhập, lãnh thổ này không có tên cụ thể, Moldavia được chia theo truyền thống thành "Ţara de Sus" (Vùng đất thượng, khu vực miền núi của Karpat) và "Ţara de Jos" (Vùng đất hạ, vùng đồng bằng bao gồm lãnh thổ này). Bessarabia vốn là tên phần phía nam của lãnh thổ này (nay gọi là Budjak); người ta tin rằng khu vực này được đặt tên theo Nhà Basarab của Wallachia, có thể đã cai trị khu vực vào thế kỷ 14. Người Nga sử dụng tên "Bessarabia" cho cả khu vực chứ không phải chỉ phần phía nam.
Bessarabia có diện tích 45.630 km², nhiều hơn phần còn lại của Moldavia và dân số là từ 240.000 đến 360.000 người, hầu hết là người Moldavia nói tiếng Romania. Các boyar của Bessarabia phản đối việc sáp nhập, cho rằng Đế quốc Ottoman không có quyền nhượng lại một lãnh thổ ngay từ đầu đã không phải là của họ (Moldavia chỉ là một chư hầu, không phải là một tỉnh của Ottoman), nhưng điều này không ngăn cản được Sultan ký hiệp ước vào tháng 5 năm 1812.

### Thời kỳ tỉnh
Sau khi sáp nhập, các boyar địa phương, do Giám mục đô thành của Chișinău và Hotin là Gavril Bănulescu-Bodoni lãnh đạo, đã kiến nghị về quyền tự trị và thành lập một chính quyền dân sự dựa trên pháp luật truyền thống của Moldavia. Năm 1818, một khu tự trị đặc biệt đã được thành lập, cả tiếng Romania và tiếng Nga đều là ngôn ngữ được sử dụng trong chính quyền địa phương. Bănulescu-Bodoni cũng được phép mở một chủng viện và một nhà in, với nhà thờ Bessarabia là một giáo khu của Giáo hội Chính thống Nga.
Sau cái chết của Bănulescu-Bodoni vào năm 1821, Bessarabia thiếu một nhà lãnh đạo mạnh mẽ, và do người Nga lo sợ chủ nghĩa dân tộc từng gây ra Cách mạng Wallachia chống Ottoman năm 1821 ở Wallachia lân cận, chính quyền địa phương bắt đầu rút dần nhiều quyền tự do.
Nikolai I của Nga lên ngôi năm 1825, bắt đầu chiến dịch cải cách với mục tiêu giành quyền kiểm soát nhiều hơn đối với các tỉnh phía tây. Quyền tự trị của khu vực bị rút lại vào năm 1829, với hiến pháp mới được viết bởi thống đốc của Tân Nga và Bessarabia là Mikhail Semyonovich Vorontsov. Năm 1834, tiếng Romania bị cấm trong các trường học và cơ quan chính phủ, và ngay sau đó là cấm với sách, báo chí và nhà thờ mặc dù 80% dân số là người Romania. Những người chống lại những thay đổi có thể bị đày đến Siberia. Hiến pháp không còn bắt buộc sử dụng tiếng Romania cho các thông báo công khai và vào năm 1854, tiếng Nga trở thành ngôn ngữ chính thức. Cũng vào khoảng năm 1850, tiếng Romania không còn được sử dụng trong trường học và việc nhập khẩu sách từ Moldavia và Wallachia bị cấm.
Quá trình hội nhập vào Đế quốc Nga tiếp tục cùng với thi hành zemstva vào năm 1869. Mặc dù hệ thống này nhằm tăng cường sự tham gia của người dân địa phương vào các vấn đề dân sự, nhưng nó được điều hành bởi người Nga và các quan chức không phải người Moldovia khác được đưa đến từ khắp Đế quốc.
Các boyar Moldavia phản đối những cải cách làm suy giảm quyền lực của chính họ, nhưng các kháng nghị của họ không được tổ chức tốt và hầu như bị phớt lờ. Tuy nhiên, một số gia đình boyar Moldavia đã được hòa nhập vào giới quý tộc Nga, nhưng hầu hết các quý tộc của Bessarabia đều là người nước ngoài: vào năm 1911, có 468 gia đình quý tộc ở Bessarabia, trong đó chỉ có 138 là người Moldavia. Vào đầu thế kỷ 20, cư dân Do Thái chiếm tới 40% dân số Kishinev.
Romania giành được độc lập vào năm 1878, nhưng hàng triệu người dân tộc Romania sống bên ngoài biên giới của nước này, và do đó nước này có nguyện vọng đối với Transylvania, cũng như Bessarabia.

### Nam Bessarabia trở về Moldavia

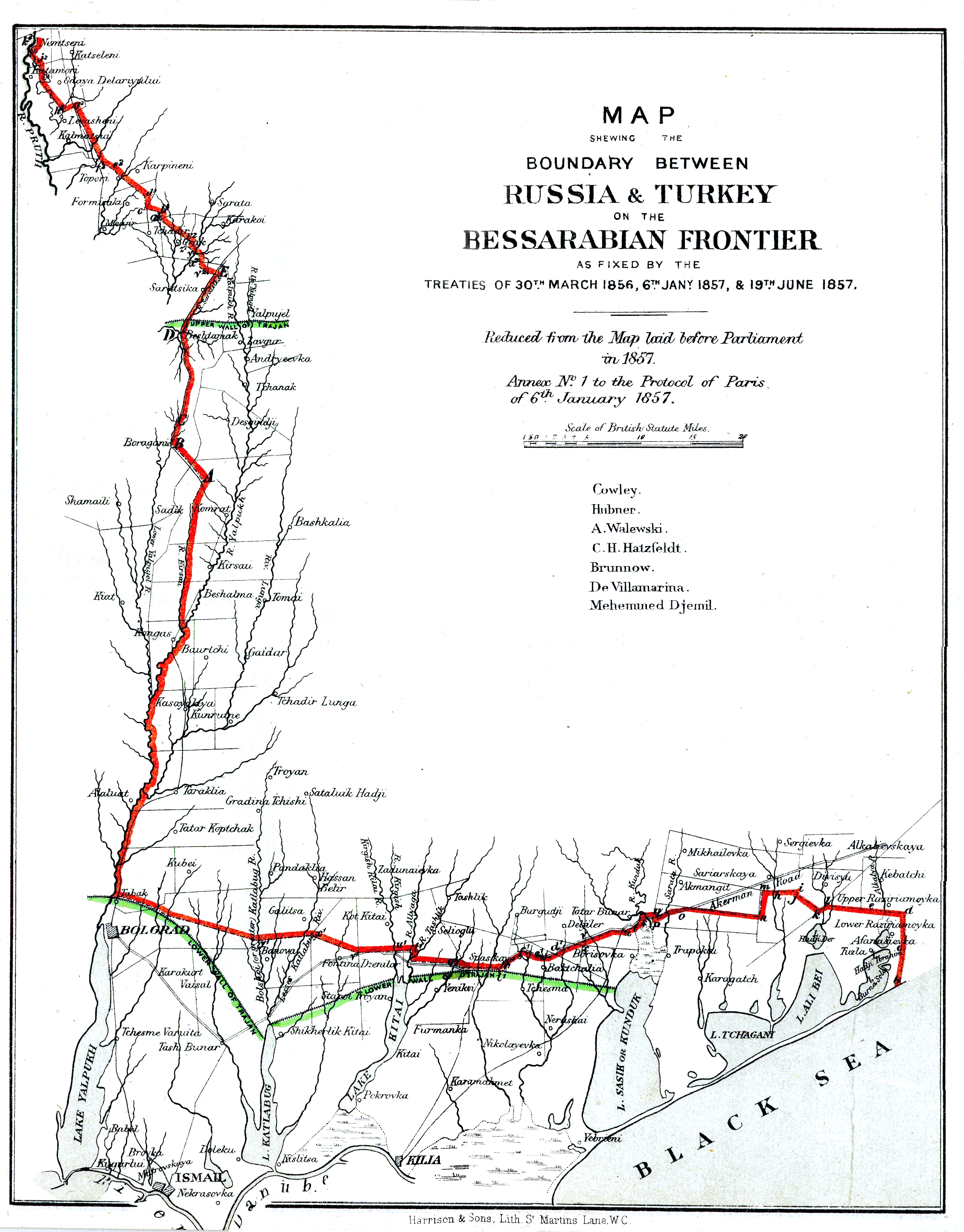
Bản đồ biên giới giữa Moldavia/Romania và Nga, 1856-1878

Năm 1856, theo các điều khoản của Hiệp định Paris, Nga buộc phải trả lại một vùng lãnh thổ đáng kể tại Nam Bessarabia cho Moldavia, quốc gia này gia nhập Wallachia vào năm 1859 để hình thành Romania.
Năm 1877, Đế quốc Nga và Romania ký một hiệp ước mà theo đó Romania và Nga là đồng minh chống lại Đế quốc Ottoman, trong khi Nga công nhận nền độc lập của Romania và đảm bảo toàn vẹn lãnh thổ sau chiến tranh. Tuy nhiên, vào cuối Chiến tranh Nga-Thổ (1877–1878), Nga chiếm Nam Bessarabia, Alexander Gorchakov biện minh rằng đây là "vấn đề danh dự quốc gia" đối với Nga và lập luận rằng lãnh thổ này đã được nhượng lại vào năm 1856 cho Moldavia, không phải Romania và rằng sự đảm bảo toàn vẹn lãnh thổ của Nga là nhằm chống lại các yêu sách của Thổ Nhĩ Kỳ.
Các chính trị gia và công chúng Romania vô cùng tức giận trước hành động này: Chính trị gia Romania Mihail Kogălniceanu cáo buộc Nga lừa dối và đối xử với đồng minh như một tỉnh bị chinh phục. Ông thậm chí còn bắt đầu một bị vong lục chống lại Nga để cố gắng gây ảnh hưởng đến các chính phủ phương Tây, không chỉ tố cáo việc sáp nhập Nam Bessarabia mà còn cả việc sáp nhập Bessarabia năm 1812. Mặc dù vậy, không cường quốc châu Âu nào muốn mạo hiểm xung đột với Nga.
Theo Hiệp định Berlin (1878), Romania  giành được Dobruja như một sự bù đắp cho việc mất Nam Bessarabia. Mặc dù là một lãnh thổ rộng lớn hơn, nhưng người Romania coi đó là một sự trao đổi không công bằng và chấp nhận nó một cách miễn cưỡng, vì không có giải pháp thay thế nào khác.

## Văn hóa
Do hậu quả của chính sách Nga hóa, Bessarabia là tỉnh lạc hậu nhất trong số các tỉnh phía tây của Đế quốc Nga. Năm 1897, tỷ lệ biết chữ của toàn bộ Bessarabia chỉ là 15,4%, với chỉ 6% người dân tộc Moldavia biết chữ, lý do chính đằng sau điều này là tiếng Nga là ngôn ngữ giảng dạy duy nhất. Tính đến năm 1920, ước tính có khoảng 10% nam giới và 1% nữ giới có thể đọc và viết.
Triều đại của Alexandr II đưa ra chính sách thành lập trường học ở mọi giáo xứ: 400 trường học nông thôn được thành lập vào những năm 1860 ở Bessarabia, nhưng Nhà thờ Chính thống giáo khẳng định mọi thứ đều được dạy bằng tiếng Nga, trong khi cả linh mục (là giáo viên ở hầu hết các làng) cũng như học sinh đều không nói ngôn ngữ này. Vì vậy, đến những năm 1880 chỉ còn lại 23 trường học.
Kết quả là đời sống văn học và văn hóa bị đình trệ, chỉ có một số nhân vật văn học đáng chú ý xuất thân từ Bessarabia, trong số đó có Alexandru Hasdeu (1811–1872), Constantin Stamati (1786–1869) và Teodor Vîrnav (1801–1860). Vào nửa sau của thế kỷ 19, mọi liên kết với văn học Romania đều bị cắt đứt và không có trào lưu văn học hay trường phái phê bình nào phát triển ở Bessarabia. Trên thực tế, vào năm 1899, một vị khách không tìm thấy cuốn sách tiếng Romania nào trong thư viện công cộng Kishinev.

## Thảm sát Kishinev
Thảm sát Kishinev là một cuộc bạo loạn chống người Do Thái diễn ra tại thủ phủ Kishinev của tỉnh vào ngày 19 và 20 tháng 4 năm 1903. Các cuộc bạo loạn khác bùng phát vào tháng 10 năm 1905. Trong làn sóng bạo lực đầu tiên, liên quan đến lễ Phục sinh, 49 người Do Thái bị giết, một số lượng lớn phụ nữ Do Thái bị hãm hiếp và 1.500 ngôi nhà bị hư hại. Người Do Thái ở Mỹ bắt đầu hỗ trợ tài chính có tổ chức quy mô lớn và hỗ trợ di cư. Vụ việc tập trung sự chú ý tiêu cực trên toàn thế giới vào cuộc đàn áp người Do Thái ở Nga.

## Chính trị
Không có đảng chính trị hay phong trào Moldavia nào ở Bessarabia cho đến năm 1905, khi có hai nhóm lớn được thành lập. Những người ôn hòa do địa chủ Pavel Dicescu lãnh đạo được tổ chức xung quanh Societatea pentru Cultură Naţională ("Hiệp hội Văn hóa Dân tộc"), tranh luận về việc sử dụng tiếng Romania làm ngôn ngữ giảng dạy trong trường học, nhưng chống lại các cải cách xã hội. Năm 1909, họ đã thành công trong việc thông qua một nghị quyết tại zemstvo của tỉnh liên quan đến việc sử dụng tiếng Romania trong trường học.
Những người cấp tiến (người dân chủ dân tộc), chủ yếu là sinh viên được đào tạo tại các trường đại học Nga và chịu ảnh hưởng của các nhà cách mạng xã hội chủ nghĩa, muốn một sự thức tỉnh dân tộc thực sự, cũng như công bằng xã hội. Họ thành lập một tờ báo tên là Basarabia (số đầu tiên vào ngày 24 tháng 5 năm 1906) do Constantin Stere đứng đầu, kêu gọi quyền tự trị của Bessarabia và nhiều quyền hơn để bảo vệ ngôn ngữ và văn hóa của họ, đồng thời nói rõ rằng họ không muốn ly khai khỏi Đế quốc Nga.
Phong trào của họ không mấy thành công vì vào năm 1907, phe cực hữu đã thắng trong cuộc bầu cử Duma thứ hai. Vào tháng 3 năm 1907, tờ báo xuất bản Deşteaptă-te, române! ("Hãy thức dậy, người Romania!"), một bài hát yêu nước của người Romania, đã khiến Thống đốc Bessarabia là Kharuzin ra lệnh đóng cửa tờ báo chỉ 9 tháng sau số đầu tiên. Hầu hết những người đóng góp cho tờ báo sau đó trốn đến Iaşi.
Khi Cách mạng Tháng Hai xảy ra ở Petrograd năm 1917, thống đốc của tỉnh Bessarabia là Mihail Mihail Voronovici từ chức vào ngày 13 tháng 3 và chuyển giao quyền lực hợp pháp của mình cho chủ tịch của zemstvo tỉnh là Constantin Mimi, người này được bổ nhiệm làm Ủy viên nhân dân của "Chính phủ lâm thời tại Bessarabia", với Vladimir Criste là cấp phó của ông ta. Các thủ tục tương tự cũng diễn ra ở tất cả các vùng của Đế quốc: các thủ lĩnh của chính quyền Sa hoàng đã chuyển giao quyền hạn hợp pháp của họ cho các thủ lĩnh của huyện và zemstvo tỉnh, sau đó được gọi là Ủy viên nhân dân huyện/tỉnh.

## Nhân khẩu
Theo nhà sử học người Bessarabia Ștefan Ciobanu, vào đầu thế kỷ 19 tỷ lệ người Romania (Moldavia) là khoảng 95% (1810), không bao gồm các lãnh thổ trước đây nằm dưới quyền quản lý trực tiếp của Thổ Nhĩ Kỳ (Budjak và Khotyn), nhưng nơi đó cũng được cho là có người Romania chiếm đa số. Quyền cai trị của người Nga dẫn đến những thay đổi quan trọng trong cấu trúc dân tộc của Bessarabia, đặc biệt là do chính sách nhập cư của Nga từ các tỉnh lân cận và quá trình Nga hóa. Việc nhập cư là không đồng đều: ở một số khu ở phía bắc và phía nam của Bessarabia (ví dụ Hotin và Akkerman), dòng người nhập cư dẫn đến việc người Ukraina đông hơn người Romania, trong khi các vùng nông thôn của trung tâm hầu hết là người Romania.

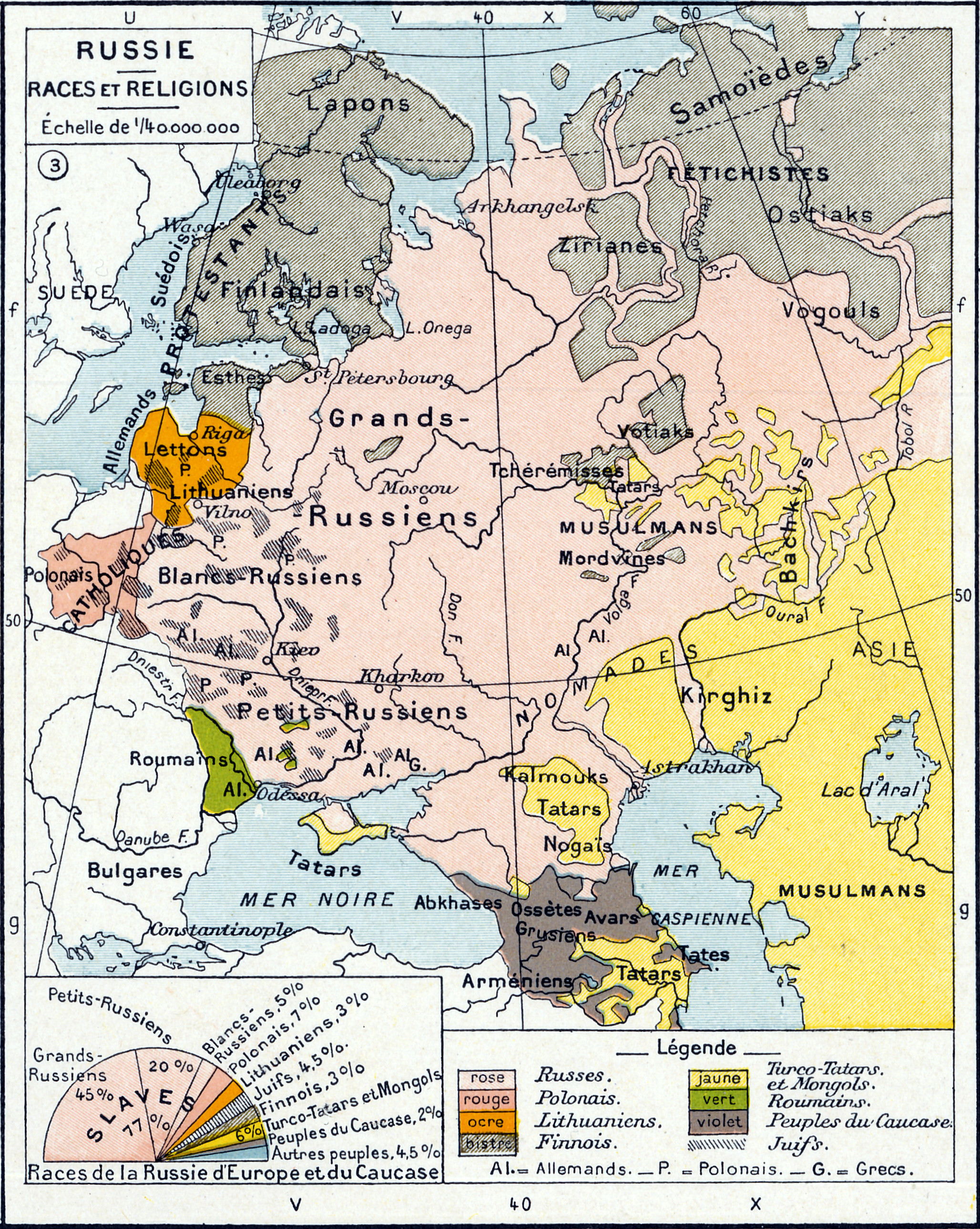
Các nhóm dân tộc ở phần châu Âu của Đế quốc Nga trước Thế chiến thứ nhất.

Ban đầu, mục đích của chính sách thuộc địa hóa không liên quan đến thành phần dân tộc, mà là tăng dân số của khu vực có dân cư khá thưa thớt, nhằm khai thác tốt hơn các nguồn tài nguyên của nó. Đó là một phần của chiến dịch thuộc địa hóa Novorossiya lớn hơn, theo đó Nga kêu gọi tất cả những ai muốn làm việc và sống dưới thẩm quyền của mình, bất kể họ đến từ Đế quốc Nga hay từ nơi khác.
| Điều tra | Dân số    | Người Romania (Moldavia) | Người Ukraina và người Nga | Người Do Thái |
| -------- | --------- | ------------------------ | -------------------------- | ------------- |
| 1817     | 482.630   | 86% (ước tính)           | 6,5% (ư.t)                 | 4,2% (ư.t)    |
| 1856     | 990.000   | 74%                      | 12%                        | 8%            |
| 1897     | 1.935.412 | 56%                      | 18,9%                      | 11,7%         |

Hầu hết người Moldavia tại Bessarabia là nông dân tự do, trong đó hầu hết không có đất, họ thuê đất từ địa chủ và tu viện, trong khi 12% (năm 1861) là răzeşi (nông dân tự canh). Cải cách Giải phóng nông nô năm 1861 có rất ít tác động ở Bessarabia, vì nơi đây có rất ít nông nô: chỉ 12.000 nông nô, hầu hết được đưa đến từ Nga cho các hoạt động phi nông nghiệp.
Dân số thành thị khá thấp, chỉ chiếm 14,7% vào năm 1912, hầu hết các thành phố chỉ là trung tâm hành chính địa phương và ít ngành công nghiệp. Ngoài ra, chỉ ít cư dân thành thị là người Moldavia, vào năm 1912, 37,2% là người Do Thái, 24,4% là người Nga, 15,8% là người Ukraina, chỉ có 14,2% là người Moldavia.

## Hành chính
Từ 1812 đến 1818, tỉnh có 12 huyện, sau đó được hợp nhất thành 6, sau đó tách thành 9 huyện (ținuturi): Hotin, Soroca, Iași, Orhei, Bender, Hotărniceni, Greceni, Codru, Reni (Ismail). Các thuật ngữ ban đầu cho huyện là tiếng Romania: ținut và județ (trong tiếng Nga: tsynut, uyezd).
Hai huyện Cahul và Ismail được trả lại cho Moldavia vào năm 1856. Ở đó, chúng được gọi là Nam Bessarabia với ba huyện vì huyện Bolgrad được tách ra khỏi huyện Ismail. Khi bị Đế quốc Nga sáp nhập một lần nữa vào năm 1878, những huyện này được gộp lại thành một huyện Ismail, do đó từ năm 1878 đến năm 1917, tỉnh có 8 huyện.
| Huyện             | Huyện         | Thủ phủ              | Huy hiệu thủ phủ | Diện tích                           | Dân số (điều tra 1897 census) | Ghi chú |
| Tên tiếng Romania | Tên tiếng Nga | Thủ phủ              | Huy hiệu thủ phủ | Diện tích                           | Dân số (điều tra 1897 census) | Ghi chú |
| ----------------- | ------------- | -------------------- | ---------------- | ----------------------------------- | ----------------------------- | --- |
| Akkerman          | Аккерманскій  | Akkerman             |                  | 8.288 km2 (3.200 dặm vuông Anh)     | 265.247                       | split from Bender in 1818 |
| Bălți             | Бѣлецкій      | Bălți (Beltsy)       |                  | 5.543,5 km2 (2.140,4 dặm vuông Anh) | 211.448                       | gọi là huyện Iaşi cho đến 1887 |
| Bender            | Бендерскій    | Bender (Bendery)     |                  | 5.398,5 km2 (2.084,4 dặm vuông Anh) | 194.915                       | - Huyện Codru, hợp nhất với Bender năm 1818 - Huyện Hotărniceni, hợp nhất với Codru năm 1816 |
| Chișinău          | Кишиневскій   | Chișinău (Kishinyov) |                  | 3.723 km2 (1.437 dặm vuông Anh)     | 279.657                       | tách khỏi Orhei năm 1836 |
| Hotin             | Хотинскій     | Hotin (Khotin)       |                  | 3.985,4 km2 (1.538,8 dặm vuông Anh) | 307.532                       | |
| Ismail            | Измаильскій   | Ismail (Izmail)      |                  | 9.250,2 km2 (3.571,5 dặm vuông Anh) | 244.274                       | gọi là huyện Tomarovo đến 1816, huyện Leova từ 1830 đến 1836, và huyện Cahul between từ đến 1856. Từ 1830 đến 1857 thành phố Ismail đặt dưới chính quyền riêng. Năm 1856, hầu hết huyện thuộc về Moldavia. Huyện Ismail lại xuất hiện khi lãnh thổ chuyển cho Nga năm 1878. - Huyện Greceni, hợp nhất vào Ismail năm 1818 |
| Orhei             | Оргѣевскій    | Orhei (Orgeyev)      |                  | 4.133,4 km2 (1.595,9 dặm vuông Anh) | 213.478                       | |
| Soroca            | Сорокскій     | Soroca (Soroki)      |                  | 4.564,2 km2 (1.762,2 dặm vuông Anh) | 218861                        | hợp nhất vào Iaşi năm 1818, lại tách ra năm 1836 |

## Giáo hội
Được tách khỏi Tòa đô thị Moldavia, nhà thờ Chính thống giáo Bessarabia trở thành một giáo khu của Giáo hội Chính thống giáo Nga, và sau cái chết của Bănulescu-Bodoni, họ trở thành một tác nhân trong chính sách nhà nước về Nga hóa.
Tất cả các tổng giám mục sau năm 1821 đã cố gắng đưa giáo khu tuân theo các quy định của Giáo hội Chính thống Nga và do đó, tất cả các giáo sĩ cấp cao đều được đưa đến từ Nga, vì họ quen thuộc hơn với các quy tắc của giáo hội Nga.
Tổng giám mục Irinarh Popov (1844–1858) cố gắng thúc đẩy chủ nghĩa dân tộc Nga và lòng trung thành với sa hoàng, đồng thời đưa các giáo sĩ từ Nga sang. Tổng giám mục Pavel Lebedev buộc các nhà thờ và tu viện Moldavia phải sử dụng tiếng Nga trong các nghi lễ tôn giáo, khiến kiến thức về tiếng Nga trở thành bắt buộc để trở thành một linh mục, nhưng bất chấp những nỗ lực của ông, vào cuối thời kỳ cai trị của ông (1882), vẫn có 417 nhà thờ chỉ sử dụng tiếng Rumani trong nghi lễ.
Sau Cách mạng Nga năm 1905, nhà thờ quyết định cho phép các linh mục làng sử dụng tiếng Romania và tái lập nhà in giáo khu, nơi đây sẽ xuất bản các tài liệu tôn giáo và một tờ báo.